# 喬治·米蘭路夫
喬治·米蘭路夫；1992年2月19日—）是一位保加利亞足球運動員，在場上的位置是攻擊型中場。目前效力賴自匈牙利的維迪, 此前效力於俄羅斯足球超級聯賽球隊莫斯科中央陸軍足球俱樂部。他的雙胞胎兄弟利亞·米蘭路夫也是一位足球運動員。